# Julija Rawiljewna Garajewa
Julija Rawiljewna Garajewa (russisch Юлия Равильевна Гараева; * 27. Juli 1968 in Moskau, Russische SFSR) ist eine ehemalige russische Degenfechterin.

## Erfolge
Julija Garajewa gehörte zur russischen Delegation bei den Olympischen Spielen 1996 in Atlanta. Im Einzel belegte sie den 29. Platz, nachdem sie in ihrem zweiten Runde an Gyöngyi Szalay-Horváth mit 14:15 knapp gescheitert war. Mit der Mannschaft erreichte sie nach Siegen über Japan und Deutschland das Halbfinale, das gegen Frankreich verloren wurde. Im Gefecht um Bronze setzte sich die russische Equipe, die neben Garajewa noch aus Karina Asnawurjan und Marija Masina bestand, mit 45:44 gegen Ungarn durch.